# Мельвилль, Джордж Уоллес
Джордж Уоллес Мельвилль (10 января 1841 — 17 марта 1912) — американский морской инженер, контр-адмирал.

## Гражданская война
Мельвилль родился в Нью-Йорке 10 января 1841 года. Закончив Бруклинский энциклопедический и политехнический институт, 29 июля 1861 года он пошел на флот и стал офицером инженерных войск в ранге третьего помощника инженера. Первый год он провел, служа на канонерке «Мичиган» на Великих озерах, где получил звание второго помощника инженера. Позже, с середины 1862 по конец 1864 года, Мельвилль служил на шлюпах «Дакота» и «Вачусетт», принимал участие в захвате крейсера «Флорида» в октябре 1864 года. Конец Гражданской войны он застал в Хэмптон-Роудс, Вирджиния, будучи инженером на корабле «Моми».
В последующие годы Мельвилль, уже в звании первого помощника инженера, служил на борту нескольких кораблей, в том числе экспериментального крейсера «Чаттануга», канонерки «Такони», парового шлюпа «Ланкастер» и флагмана «Теннесси».

## Исследование Арктики
В 1873 году Мельвилль вызвался на службу главным инженером на корабле «Тигресс», направлявшемся в Баффинов залив на операцию по спасению 19 выживших членов арктической экспедиции «Полярис».
Летом 1879 года Мельвилль также добровольно отправился в арктическую экспедицию под командованием Джорджа Де Лонга. 8  июля 1879 года они вышли из Сан-Франциско на корабле «Жаннетта». Целью экспедиции был поиск короткого пути к Северному полюсу через Берингов пролив. В сентябре следующего года «Жаннетта» вмёрзла в лёд. Попытки высвободить корабль продолжались два года, в течение которых он медленно дрейфовал по океану, но, несмотря на все усилия, «Жаннетта» затонула 12 июня 1881 года, и вся команда оказалась посреди океана на трёх небольших лодках и со скудными припасами.
Мельвилль командовал одной из этих лодок, которая стала единственной спасшейся. Он довёл лодку до устья реки Лены и позже отправился на поиски Де Лонга и его людей. Преодолев более тысячи миль по арктической тундре, он нашёл их мёртвыми. Ему удалось вернуть все записи касательно экспедиции.
Третью лодку, которой командовал Чарльз Чипп, найти так и не удалось, и люди, находившиеся в ней, были сочтены погибшими.
Конгресс США наградил Мельвилля за отвагу и находчивость повышением в звании сразу на 15 рангов и Золотой медалью Конгресса. В 1884 году Мельвилль опубликовал книгу «В дельте Лены» (In the Lena Delta), где описал тяготы обречённой экспедиции Де Лонга. В том же году он снова отправился в Арктику на борту корабля «Тетис», искавшего пропавшую экспедицию Адольфа Грили.

## Служба в Бюро паровой техники
Последним кораблём, на котором служил Мельвилль, был новый крейсер «Атланта». 9 августа 1887 года президент Гровер Кливленд назначил Мельвилля главой Бюро паровой техники с соответствующим званием коммодора. На этом посту он провёл более пятнадцати лет, работая над двигательными установками для флота.
Мельвилль руководил разработкой конструкции 120 кораблей, способствуя внедрению разнообразных инноваций, таких, как водотрубные паровые котлы, двигатели с вертикальными цилиндрами и т. д.
3 марта 1899 года он был повышен в звании до контр-адмирала, а 6 декабря 1900 года назначен начальником инженерных войск флота (Engineer-in-Chief of the Navy). Значительно реформировал войска. Сыграл значительную роль в создании исследовательской лаборатории в Аннаполисе рядом с академией морского флота.
Оставив службу 10 января 1903 года, контр-адмирал Мельвилль провел последние годы жизни в городе Филадельфия, Пенсильвания, где умер 17 марта 1912 года.

## Память
В честь Джорджа Мельвилля было названо два корабля американского флота: плавучая база «Мельвилль» (1915—1948) и одноименное океанографическое исследовательское судно (1969-действует на 2007 год). Также существуют награды, названные его именем — флотская награда Мельвилля, которую получают за выдающиеся достижения в области инженерного дела, и медаль Мельвилля, которую периодически выдает Американское общество инженеров-механиков (ASME) за лучшую исследовательскую работу.
Мыс Мельвилль на острове Тыртов в архипелаге Норденшельда также носит имя исследователя.